# 君子は豹変す
君子は豹変す（くんしはひょうへんす）は、古代中国からのことわざ。

## 概要
位の高い者や徳が備わっている者というのは、時代の変化に応じて自らを改めていくということである。または過ちがあるならば、すぐに改めるということである。君子というのは過ちを改めて善い方向に移るということがはっきりとしているということである。現在では、要領の良い人というのは今までの態度をすぐに変えてしまい、主義も思想も捨ててしまうというように、その人のそれが良くないようなことを示すような用いられ方がされている。

### 歴史
この言葉は『易経』が由来となっている。孔子の作とされている易の十翼を象徴する象伝に、「君子は豹変す、小人は面を革む」とある。これは君子というのは時が変わるのに応じて誤りをきっぱりと認め、それは豹の毛皮が秋に一変して模様が変わるようなものであるということである。そして小人はこのような場合には、表面的な態度を改めて、君子のいうとおりに従えばよいということである。
王弼はこの言葉に対して政治的な解釈をする。それは大人とは天子・諸侯のことであり、君子とはその下にいる士大夫のことである。だから大人は虎で表されて、君子は虎よりも小型の豹で表されている。その天子の改革が士大夫に変革をもたらして、小人である被支配者というのはそれに従うだけということであった。
朱子はこの言葉に対して道徳的な解釈をする。それは聖人が感化するということは君子には及ぶが、小人は態度を表面的に変えるのみであるということであった。